# Автодорога A3 (Латвия)

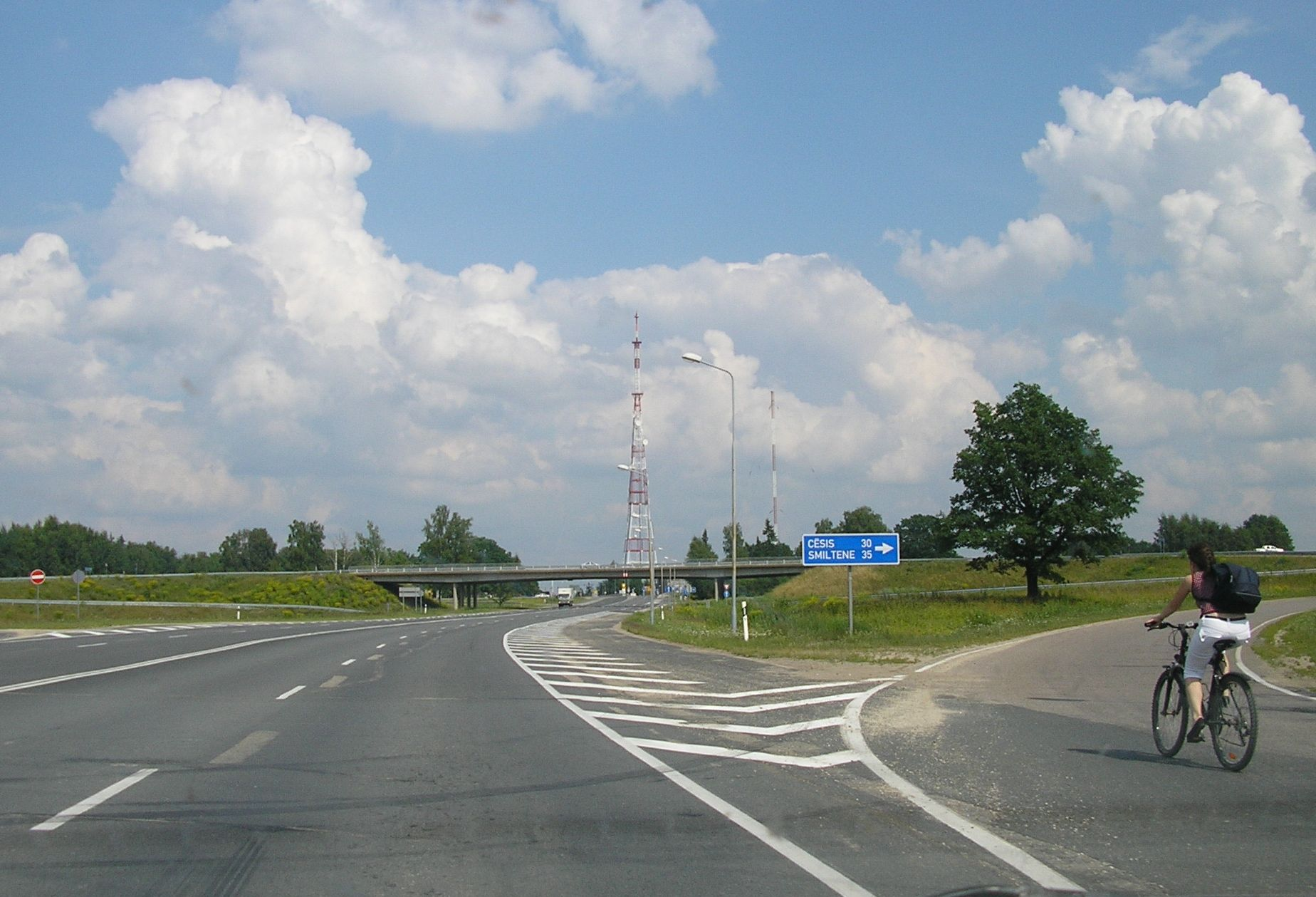
Автодорога A3 у Валмиеры

А3 (неофициальное название Ва́лмиерское шоссе, латыш. Valmieras šoseja) — государственная автомобильная дорога высшей категории в Латвии, проходящая по маршруту Инчукалнс — эстонская граница (Валка). Является частью европейского маршрута E 264 и Европейских коммуникационных сетей (TEN-T).

## История
В 1980-е годы автомобильная дорога Инчукалнс — Валмиера относилась к III технической категории. На пересечении автодороги с трассой Рига — Псков и подъезда к станции Инчукалнс была построена единственная в своём роде транспортная развязка. Здесь сходились трассы с интенсивными транспортными потоками, а также подъезды к санаторию «Карлиши» и популярному ресторану «Сените». Проектом было предусмотрено строительство развязки не по классической схеме «клеверный лист», так как в этом случае происходило бы скопление автотранспорта на всех направлениях. Было решено дать преимущество транспорту, движущемуся по автодорогам Рига — Псков и Инчукалнс — Валмиера, пересекающему кольцо развязки по четырём путепроводам и эстакаде. Потоки, проходящие по дорогам местного значения, выводились на кольцевое пересечение со съездами к станции, санаторию, автомобильным стоянкам, а также на две основные трассы.

## Современное состояние
В 2018 году ООО «Latvijas valsts ceļi» приступило к ремонту  транспортной развязке Сените, который включал в себя восстановление участков дороги вдоль ресторана «Сените», транспортной развязки и пешеходного туннеля, а также парковочного места на восемь автомобилей прямо напротив въезда на Видземское шоссе.
Общая протяжённость дороги составляет 123,7 км. Среднесуточный объём движения (AADT) составил в 2020 году 4787 автомобилей в сутки. Дорога имеет асфальтобетонное покрытие. Текущее ограничение скорости составляет 90 км/ч.
На своём протяжении дорога A3 проходит через следующие города и населённые пункты: Мурьяни, Рагана, Страупе, Сталбе, Валмиера, Стренчи, Валка. Пересекает реки Гаую, Браслу, Крачупе и дороги P6, P7, P9 возле Раганы, P8 у Инциемса, P14 в Сталбе, P11 возле Коцены, P16, P17, P18 возле Валмиеры, P25 в Стренчи, P26 возле Седы и P22 в Валке.